# Autobianchi A112
Autobianchi A112 var en småbil från Autobianchi, som hade sitt ursprung i Italien. Modellen tillverkades 1969–1985 och såldes även som Lancia A112. Den ersattes av Lancia Y10. Över 1,2 miljoner exemplar tillverkades.

## Teknik
Precis som tidigare Autobianchi-modeller var A112 baserad på teknik från Fiat. Man använde plattformen från Fiat 128, men minskade ner måtten för att få en mindre bilmodell. Motorn hämtades från Fiat 850, men placerades tvärställd mellan framhjulen. 
Fiat använde den modifierade plattformen när man skulle konstruera sin egen modell Fiat 127. Det är en bil i ungefär samma storlek och har många gemensamma mekaniska delar.

## Lancia A112
I Sverige importerades A112 av Saab, som behövde komplettera sitt utbud med en mindre bil. Eftersom man i början av 1980-talet även blev generalagent för Lancia fick A112 gå under samma varumärke för att undvika förvirring. Samma strategi användes i andra länder där Lancia och Autobianchi såldes i samma bilhallar. De sista åren som A112 tillverkades var det bara i Italien och Frankrike som den hette Autobianchi.